# Mellemværdisætningen
Mellemværdisætningen er en matematisk sætning, der beskriver hvordan en reel kontinuert funktion, {\displaystyle f}, defineret på det lukkede interval fra {\displaystyle a} til {\displaystyle b} vil antage alle værdier mellem {\displaystyle f(a)} og {\displaystyle f(b)}.
Sætningen er vigtig, idet den kan benyttes som argument for eksistensen af en række reelle tal. Eksempelvis kan eksistensen af {\displaystyle {\sqrt {2}}} påvises ved betragtning af funktionen {\displaystyle f\colon [0;\infty [\to \mathbb {R} } givet ved {\displaystyle f(x)=x^{2}-2}. Funktionen antager både negative og positive værdier, og må således have et nulpunkt. Punktet i hvilket funktionsværdien 0 antages kaldes så {\displaystyle {\sqrt {2}}}.

## Formel beskrivelse
Lad {\displaystyle f\colon [a;b]\to \mathbb {R} } være en kontinuert funktion, og {\displaystyle d} være et reelt tal mellem {\displaystyle f(a)} og {\displaystyle f(b)}. Da eksisterer et tal {\displaystyle c\in ]a;b[}, så {\displaystyle f(c)=d}.